# Сент-Джордж-Айленд (Меріленд)
Сент-Джордж-Айленд (англ. St. George Island) — переписна місцевість (CDP) в США, в окрузі Графство Святої Марії штату Меріленд. Населення — 265 осіб (2020).

## Географія
Сент-Джордж-Айленд розташований за координатами 38°6′56″ пн. ш. 76°28′37″ зх. д. / 38.11556° пн. ш. 76.47694° зх. д. (38.115540, -76.476965).  За даними Бюро перепису населення США в 2010 році переписна місцевість мала площу 2,41 км², з яких 1,74 км² — суходіл та 0,67 км² — водойми.

## Демографія
Згідно з переписом 2010 року, у переписній місцевості мешкало 257 осіб у 108 домогосподарствах у складі 72 родин. Густота населення становила 107 осіб/км².  Було 157 помешкань (65/км²).
Расовий склад населення:
| - 86,4 % — білих - 6,6 % — чорних або афроамериканців - 3,1 % — азіатів |

До двох чи більше рас належало 3,9 %. Частка іспаномовних становила 3,1 % від усіх жителів.
За віковим діапазоном населення розподілялося таким чином: 18,3 % — особи молодші 18 років, 59,1 % — особи у віці 18—64 років, 22,6 % — особи у віці 65 років та старші. Медіана віку мешканця становила 48,1 року. На 100 осіб жіночої статі у переписній місцевості припадало 105,6 чоловіків;  на 100 жінок у віці від 18 років та старших — 103,9 чоловіків також старших 18 років.
За межею бідності перебувало 4,7 % осіб, у тому числі 0,0 % дітей у віці до 18 років та 0,0 % осіб у віці 65 років та старших.
Цивільне працевлаштоване населення становило 174 особи. Основні галузі зайнятості: науковці, спеціалісти, менеджери — 27,6 %, освіта, охорона здоров'я та соціальна допомога — 20,7 %, оптова торгівля — 17,2 %, роздрібна торгівля — 16,1 %.